# Knut Schoch
Knut Schoch (geb. vor 1970) ist ein deutscher Oratorien- und Opernsänger (Tenor).

## Leben
Knut Schoch studierte Gesang in Hamburg bei Wilfried Jochens und Alan Speer und nahm anschließend an das Studium an einer Reihe von Meisterklassen teil. Die Spanne seines Repertoires reicht von mittelalterlichen Werken bis zu Uraufführungen zeitgenössischer Stücke. Außerdem übernahm er den Tenorpart in zahlreichen Oratorien, Kammermusik, Liedern und trat in barocken und klassischen Opernaufführungen auf.
Schoch ist auf die historische Aufführungspraxis der Musik vor 1800 spezialisiert, vor allem die Oratorien von Georg Friedrich Händel und Johann Sebastian Bachs Passionen, in denen er die Partien des Evangelisten singt. Schoch ist ein gefragter Solist im In- und Ausland und wird bei führenden Festivals wie der Fête d’Automne in Paris, den Göttinger Händel-Festspielen und den Schwetzinger Festspielen, dem Schleswig-Holstein Musik Festival und den Wiener Festwochen regelmäßig engagiert. Er hat mit vielen Ensembles, wie dem Freiburger Barockorchester, der Musica Fiata Köln, der Nederlandse Bachvereniging und dem Drottningholm Baroque Ensemble gearbeitet, und mit Dirigenten vom Range eines Thomas Hengelbrock, Ton Koopman und Sigiswald Kuijken.
Zu den Auszeichnungen, die Schoch erhalten hat, zählen die von 1995 in Masefield (Stipendium) und der erste Preis des 1999 Internationalen Musica Antiqua Wettbewerbs in Brügge.
1993 wurde Schoch als Gastprofessor für historische Aufführungspraxis an das Hamburger Konservatorium berufen, 1999 wurde er Professor an der Hamburger Musikhochschule.